# Juan de Salazar (pintor)

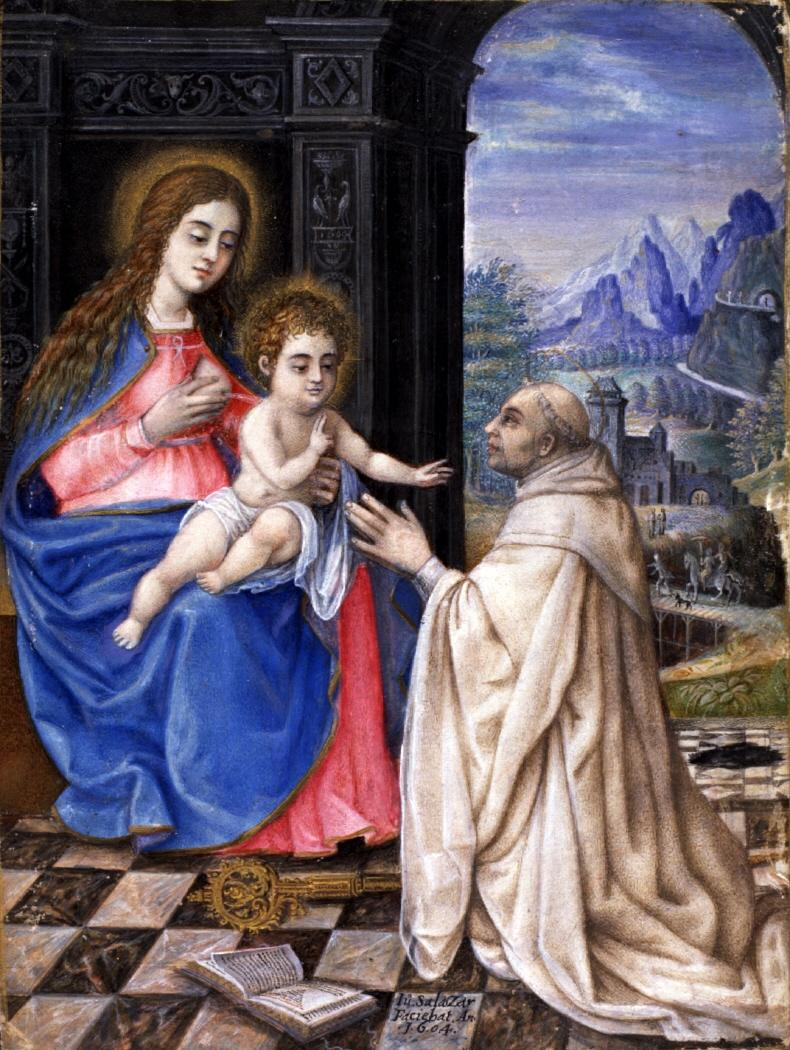
La Virgen con el Niño adorados por san Bernardo, 1604, pintura al temple y oro sobre pergamino, 153 x 115 mm, Madrid, Museo Lázaro Galdiano. Firmado y fechado «Iu. Salazar / Faciebat. Ano / •1•6•0•4•»

Juan de Salazar (fallecido en Toledo en 1604) fue un pintor manierista español influido por Jacopo Bassano. Iluminador de los libros de coro del Monasterio de El Escorial, en 1591 se estableció en Toledo donde trabajó al servicio de su arzobispo y entró en contacto con Juan Sánchez Cotán, que lo nombró su albacea testamentario al ingresar en la Cartuja.
Juan de Salazar aparece documentado como uno de los miembros laicos del scriptorium escurialense reunido por Felipe II, al que fueron llamados los más destacados amanuenses y miniaturistas que se pudieron localizar con la misión de iluminar los cantorales o libros de coro y proporcionar los dibujos para las vestiduras de uso litúrgico. Establecido en Toledo, trabajó sustituyendo a Juan Martínez de los Corrales en las miniaturas del Misal de Quiroga en diez tomos, copiados e iluminados entre 1583 y 1604 y en la ornamentación de la pieza de plata destinada a la exposición del Santísimo en la catedral de Toledo, formada por veintitrés miniaturas de motivos bíblicos relacionados con la Eucaristía que estaban concluidas en abril de 1594.
Desde el año 1600 los pagos que recibió Juan de Salazar no solo se realizaron en función de la obra tasada y entregada, sino como asalariado de la Obra y Fábrica de la catedral de Toledo, de esta manera recibía todos los años la cantidad de 2.000 maravedís como iluminador. Nunca antes, ni en los momentos de máxima actividad artística en torno a los códices iluminados, se había dignificado a un miniaturista con tal condición oficial. 